# Piraña (película de 1978)
Piraña (Piranha según su título original en inglés) es una  película de terror de 1978 dirigida por Joe Dante y protagonizada por Bradford Dillman, Heather Menzies, Kevin McCarthy, Keenan Wynn, Dick Miller, Barbara Steele, Belinda Balaski, Melody Thomas Scott, Paul Bartel y Shannon Collins. En 1981 tuvo una secuela titulada Piraña II: los vampiros del mar, dirigida por James Cameron.
En 2010 y en 2012 fueron estrenadas respectivamente las películas Piranha 3D y Piranha 3DD. Estos remakes constituyen una serie aparte de películas basadas en la misma idea, la de un banco de pirañas que terroriza a una población humana. El telefilme de 1995 Piranha fue el primer remake del opus inicial de 1978, pero no se inscribe en ninguna de las dos series de películas derivadas.

## Argumento
Una noche dos adolescentes exploran por el bosque y llegan a una instalación militar, aparentemente abandonada. Ellos deciden entrar y encuentran en el lugar una piscina en la cual entran a nadar, y de pronto son devorados por un grupo de pirañas. La investigadora Maggie McKeown es enviada al lago Lost River a buscar a los dos excursionistas adolescentes. Ella contrata a Paul Grogan como guía para hallar a los jóvenes. Él le muestra un camino hacia una estación (una piscifactoría) mientras ella sigue pistas de dónde están. Al buscar en la zona se encuentran con la instalación militar abandonada. El único residente es el Dr. Robert Hoak, exjefe de un proyecto súper secreto de una raza de pirañas. El proyecto se había cancelado, pero él hizo que las pirañas se adaptaran a lo que sea para sobrevivir. Maggie trata de vaciar la alberca donde habitan las pirañas para ver si los cuerpos de los adolescentes están en el fondo de la piscina.
Accidentalmente Maggie libera las pirañas a un curso de ríos que conectan el lago Lost River a un complejo de redes de ríos. Ahí es cuando el Dr. Hoak se presenta y trata de golpear a Paul, pero Maggie lo deja inconsciente. Paul y Maggie ven dentro de la piscina una vez vacía ven un esqueleto y un collar que dice "B.R" , que son las iniciales de la adolescente desaparecida. Pero el Dr. Hoak despierta y se va en el jeep de Maggie, pero se desmaya mientras conduce y el coche vuelca.
Maggie y Paul se suben a una balsa que hicieron la hija de Paul y él y suben al Dr. Hoak. Mientras tanto, un hombre y su hijo pescan en el río, el hombre trata de destrabar el sedal de su caña de pescar pero las pirañas tiran de su brazo y lo lanzan al agua, entonces el hombre es devorado, el bote se da vuelta y el niño se trepa al bote. La balsa llega hasta donde está el bote dado vuelta, que se hunde. El Dr. se lanza al agua para pasar al chico a la balsa, mientras el viejo pasa al niño las pirañas lo atacan, pero Paul lo saca del agua y le pregunta cómo detener a los voraces peces, pero el anciano muere.
Mientras navegan por el río con el cadáver del anciano, su cuerpo gotea sangre, lo que incita a las pirañas a morder las sogas que unen los troncos de la balsa. Los troncos comienzan a separarse y se ven obligados a lanzar el cuerpo al agua, pero las pirañas siguen mordiendo las sogas, entonces se dirigen a la orilla. Paul corre a la represa que separa un campamento de verano para niños y un parque acuático para avisar de la presencia de los peces en el agua. Luego de avisar al hombre que regula el agua que pasa por la represa, vienen militares para comprobar la presencia de las pirañas lanzando una pierna de vaca al agua, al sacar la pierna queda carne rasgada en poca cantidad en el hueso, por lo que los militares envenenan el agua, pero al anochecer Paul observa un mapa de la represa y el lago Lost River y se da cuenta de que hay una pequeña bifurcación que permite a las pirañas escapar de la trampa de los militares y dirigirse de un modo u otro al área repleta de gente.
A consecuencia, vigilan a Maggie y a Paul para que no hablen sobre las pirañas ni para que extiendan la noticia y no causar pánico, pero ellos escapan y se roban un jeep militar para comunicarse por teléfono, pero la policía los encuentra y los encierra por orden del Coronel Waxman. Maggie logra escapar usando una técnica usada por un prófugo que ella buscaba y logran escapar en un auto de policía y se dirigen al campamento de verano para niños.
Las pirañas pasan a gran velocidad por el río hasta llegar al campamento, donde la hija de Paul, Suzie, se encuentra. Los dirigentes del campamento y los instructores de nado organizan una carrera en flotador al otro lado del río, las pirañas comienzan a ascender desde el fondo rodeando a los niños, hasta que empiezan a golpear el agua con los pies y los peces los identifican con alimento, y empiezan a atacar. Pero las pirañas no atacan a todos, ya que era un número pequeño de gente nadando. Suzie trata de llegar a Betsy y a Laura en un bote, pero solo logra sacar a Laura ya que las pirañas rompen el flotador donde estaba sentada Betsy, y es devorada. Cuando Paul y Maggie llegan sólo hay 1 muerto, entonces se dirigen al parque acuático Aquarena, que es adonde se dirigen las pirañas luego de abandonar el río, pero entonces Paul recuerda el agua salada de la piscina, el olió el agua y era salada, en lo que si las pirañas llegan al mar podrían infestar todas las aguas del mundo.
3 jóvenes van a hacer water-skiing mientras unos buzos registran el área acuática en el parque, pero uno de los buzos es atacado y devorado. De repente, los jóvenes pasan por el lugar donde está el cuerpo burbujeando y flotando de un buzo, por lo que se produce un malentendido entre subir y bajar la velocidad del bote y se produce un accidente y una explosión que atrae a las pirañas a la costa. Las pirañas atacan a las personas y matan a muchas, la gente trata de subirse a un bote donde está el Coronel Waxman, pero él cae al agua y es también devorado. 
El dueño del parque, Buck Gardner trata de minimizar las expansión del brote de las pirañas en el río, pero sus intentos fallan y llegan Paul y Maggie, que tienen un plan para matar a las pirañas, van a la represa que está inundada y Paul baja con una soga al agua para vaciar el contenido de desechos acumulados de la represa sin limpiar para intoxicar a las pirañas. Paul le dice a Maggie que cuente a 100 y que al llegar a 100 que encienda el motor del bote donde se encuentran al máximo. Durante los primeros 50 segundos bajo el agua, Paul logra entrar al complejo inundado pero las pirañas rompen las ventanas y entran, pero la válvula de los residuos se atasca y Paul es herido levemente en brazos, rostro y piernas. Él no puede girar la válvula, pero al llegar a contar a 100 Maggie enciende el motor del bote y le da impulso extra a Paul para girar la válvula, él sale disparado por la ventana y sale del lugar. De repente una nube gris cubre el área donde están las pirañas y mueren.
Maggie tira de la soga atada a la cintura de Paul pero la cinta está cortada, entonces la mano de Paul sale del agua en señal que está vivo. Al final de la película se ve a Paul bebiendo whisky con heridas en el rostro, abrazando a Suzie y a Maggie. Entonces una científica militar afirma que no hay nada que temer al entrar al agua. Y finaliza la película.

## Reparto
- Bradford Dillman	     ... 	Paul Grogan
- Heather Menzies	     ... 	Maggie McKeown
- Kevin McCarthy	     ... 	Dr. Robert Hoak
- Keenan Wynn	     ... 	Jack
- Dick Miller	     ... 	Buck Gardner
- Barbara Steele	     ... 	Dr. Mengers
- Belinda Balaski	     ... 	Betsy
- Melody Thomas Scott    ... 	Laura Dickinson
- Bruce Gordon	     ... 	Coronel Waxman
- Barry Brown	     ... 	Trooper
- Paul Bartel	     ... 	Sr. Dumont
- Shannon Collins	     ... 	Suzie Grogan
- Shawn Nelson	     ... 	Whitney
- Richard Deacon	     ... 	Earl Lyon
- Janie Squire	     ... 	Barbara Randolph
- Roger Richman	     ... 	David
- Bill Smillie	     ... 	Carcelero
- Guich Koock	     ... 	TV Pitchman
- Jack Pauleson	     ... 	Niño en Canoa
- Eric Henshaw	     ... 	Padre en Canoe
- Robert Vinson	     ... 	Soldado
- Virginia Dunnam	     ... 	Niña
- Hill Farnsworth	     ... 	Water-skier
- Bruce Paul Barbour     ... 	Hombre en Bote
- Robyn Ray	             ... 	Mujer Gritando
- Mike Sullivan	     ... 	Dam Guard
- Jack Cardwell	     ... 	Brandy
- Sally Bondi	     ... 	Swimming Deb
- Eric Braeden	     ... 	Dr. Robert Hoak (doble)
- Andrew G. La Marca     ... 	Buzo #1
- Joe Dante	             ... 	Buzo #2
- Phil Tippett	     ... 	Buzo #3 (víctima)
- Amy Holden Jones	     ... 	Hertz Clerk
- John Sayles	     ... 	Army Sentry

## Recepción
La película se estrenó por primera vez en los Estados Unidos el 3 de agosto de 1978 y se estrenó en España el 18 de diciembre de 1978. Fue un gran éxito de taquilla. La película fue una de las respuestas que tuvo Tiburón, con unos resultados muy por encima de sus modestas pretensiones. Con el tiempo esta película incluso se convirtió en una pequeña joya de culto, cuyo legado sigue vigente hasta nuestros días con multitud de secuelas, remakes y sucedáneos. Todos ellos tuvieron mayores medios y recursos de los que dispuso esta película, pero fueron carentes de aquella chispa y sencillez que hicieron grande una película pequeña como lo es Piraña.

## Premios
- Premio Saturn (1978): Un Premio y una Nominación